# Brechungsindexdetektor
Ein Brechungsindexdetektor (englisch refractive index detector), auch RI-Detektor genannt, ist ein in der chemischen Analytik verwendetes Messgerät zur Ermittlung der veränderlichen Konzentration gelöster Stoffe im Fluss eines Lösungsmittels, vor allem für chromatographische Anwendungen (HPLC und GPC). Ein Gerät zur Bestimmung des Brechungsindex einer Reinsubstanz bezeichnet man hingegen als Refraktometer.

## Eigenschaften
Brechungsindexdetektoren sind universelle Detektoren, sie registrieren also alle Substanzen, die eine Änderung des Brechungsindex der Lösung gegenüber dem reinen Lösungsmittel aufweisen. Ihre Empfindlichkeit ist daher davon abhängig, wie stark sich die Brechungsindices von reinem Lösungsmittel und gelöster Substanz unterscheiden. Aufgrund dieser generell eher kleinen Differenz ist die Detektorempfindlichkeit beispielsweise im Vergleich zu UV-Absorptionsdetektoren eher gering. RI-Detektoren zeigen ein lineares Antwortverhalten über einen Konzentrationsbereich, der typischerweise etwa vier Zehnerpotenzen umfasst.

## Aufbau

Skizze des Aufbaus eines Brechungsindexdetektors

Ein Brechungsindexdetektor besteht aus drei Kernelementen:
- Messblock mit zwei Kompartimenten für Analyt und Referenz  sowie Justierungsvorichtung und Spiegel
- Lichtquelle
- eine durch einen Spalt abgedeckte Photomesszelle

Die Messzelle wird von der zu analysierenden Flüssigkeit durchströmt, die Referenzzelle enthält während der Abgleichs- und der Messphase die gleiche Flüssigkeit, in der Regel reines Lösungsmittel. Ein Lichtstrahl wird durch beide Kammern geführt und trifft durch die Spaltöffnung auf die Photozelle.
In der Abgleichsphase, in der die Messzelle vom reinen Eluent durchspült wird, wird der Spalt so positioniert, dass die Fotozelle maximal beleuchtet wird. Befindet sich dann in der Messphase eine Flüssigkeit mit einem anderen Brechungsindex als der der Flüssigkeit in der Referenzzelle, trifft der Lichtstrahl nicht exakt in die Spaltöffnung und die Amplitude des Signals der Photozelle sinkt. Dies wird von der Auswerteeinheit als Signal interpretiert, welches sich anhand von kalibrierten Werten in die tatsächliche Konzentration des Analyten umrechnen lässt.
Da der Brechungsindex einer Flüssigkeit oder Lösung stark temperaturabhängig ist, ist für fehlerfreie Messungen eine konstante Temperatur des Eluenten unerlässlich. Moderne kommerzielle Geräte verfügen daher über exakt temperierte Messzellen.

## Bauarten
Es existieren mehrere Typen von Brechungsindexdetektoren. Fresnel-Refraktometer (Eintauchrefraktometer), Ablenkungs-Refraktometer (Abbe-Refraktometer mit heizbaren Prismen) und Interferometer.

## Einsatzbereich in der Chromatographie
Zum Einsatz kommen Brechungsindexdetektoren u. a. im Bereich der Hochleistungsflüssigkeitschromatographie, um Substanzen in einer Flüssigkeit (dem sogenannten Laufmittel oder Eluent) zu registrieren, die durch andere – empfindlichere oder selektivere – Messverfahren nicht nachweisbar wären. Brechungsindexdetektoren können für Substanzen eingesetzt werden, die im UV-Bereich nicht absorbieren und auch nicht mit Leitfähigkeitsdetektoren zu erfassen sind, beispielsweise bei der Analytik von Zuckern. In der Gelpermeationschromatographie von Polymeren werden RI-Detektoren aufgrund ihrer einfachen Bauart gerne verwendet, da der Brechungsindex von Polymeren bei unterschiedlicher Molmasse konstant ist, die Detektion daher quantitativ erfolgt.
Die in der Flüssigchromatographie oft eingesetzte Gradientenelution, bei der während der Trennung eines Analysengemischs die Laufmittelzusammensetzung verändert wird, ist mit der Detektion der Analyten mittels RI-Detektor nicht kompatibel. Isokratische Trennverfahren (bei denen die Zusammensetzung des Eluenten konstant bleibt) sind unerlässlich, da auch die Änderung der Zusammensetzung der mobilen Phase zu einer Änderung des Brechungsindex und damit zu einem Detektorsignal führen würde.